# Enallagma carunculatum
Enallagma carunculatum е вид водно конче от семейство Coenagrionidae. Видът не е застрашен от изчезване.

## Разпространение
Разпространен е в Канада (Албърта, Британска Колумбия, Квебек, Манитоба, Нова Скотия, Ню Брънзуик, Онтарио, Остров Принц Едуард и Саскачеван), Мексико (Долна Калифорния) и САЩ (Айдахо, Айова, Аризона, Вашингтон, Илинойс, Индиана, Калифорния, Канзас, Кентъки, Колорадо, Кънектикът, Масачузетс, Мейн, Мериленд, Минесота, Мисури, Мичиган, Монтана, Небраска, Невада, Ню Джърси, Ню Йорк, Ню Мексико, Оклахома, Орегон, Охайо, Пенсилвания, Северна Дакота, Уайоминг, Уисконсин, Южна Дакота и Юта).

## Описание
Популацията на вида е стабилна.